# Agrostide de Bourbon
Agrostis borbonica
Espèce
L'agrostide de Bourbon (Agrostis borbonica) est une espèce de plantes de la famille des poacées. Elle est endémique de l'île de La Réunion, département d'outre-mer français dans le sud-ouest de l’océan Indien.